# Harrison Reed (politiker)
Harrison Reed, född 26 augusti 1813 i Littleton, Massachusetts, död 25 maj 1899 i Jacksonville, Florida, var en amerikansk republikansk politiker. Han var den nionde guvernören i Florida 1868–1873.
Reed flyttade 1836 till Milwaukee. Han var verksam som publicist först i Milwaukee och sedan i Madison. Han gifte sig 1841 med Amanda Anna Louisa Turner. Paret fick fyra barn. Två av barnen dog mycket unga.
Reed flyttade 1861 till Washington, D.C. efter att ha fått arbete på finansdepartementet. Hustrun avled följande år. Han flyttade 1863 till Florida där han träffade Chloe Merrick som undervisade barn åt frigivna slavar.
Reed efterträdde 4 juli 1868 David S. Walker som guvernör i Florida. Han utnämnde Jonathan Clarkson Gibbs till delstatens statssekreterare, den första svarta personen att inneha det ämbetet. Reed gifte sig 10 augusti 1869 med Chloe Merrick i Wilmington, North Carolina. Paret fick ett barn. Reed efterträddes 1873 som guvernör av Ossian B. Hart.
Reed var postmästare i Tallahassee 1890–1893. Reed Street i Jacksonville har fått sitt namn efter Harrison Reed.